# Neil Diamond

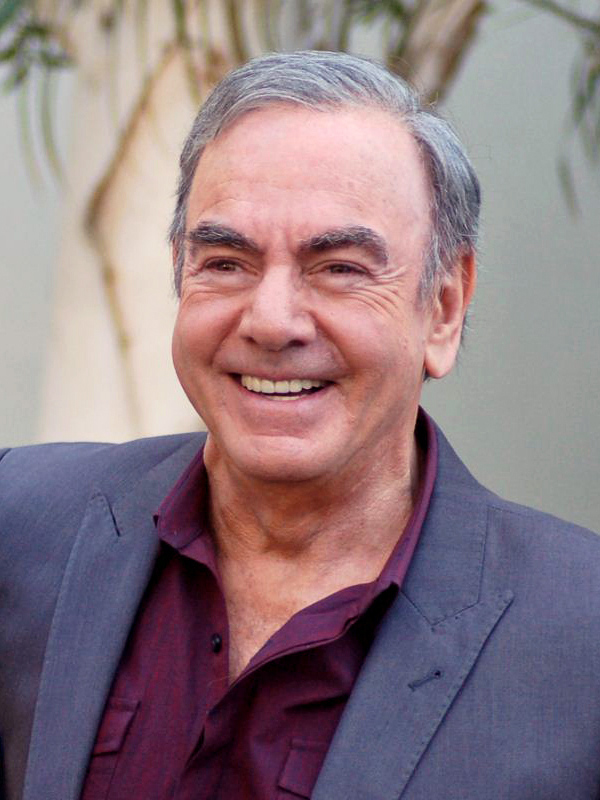
Neil Diamond, 2012

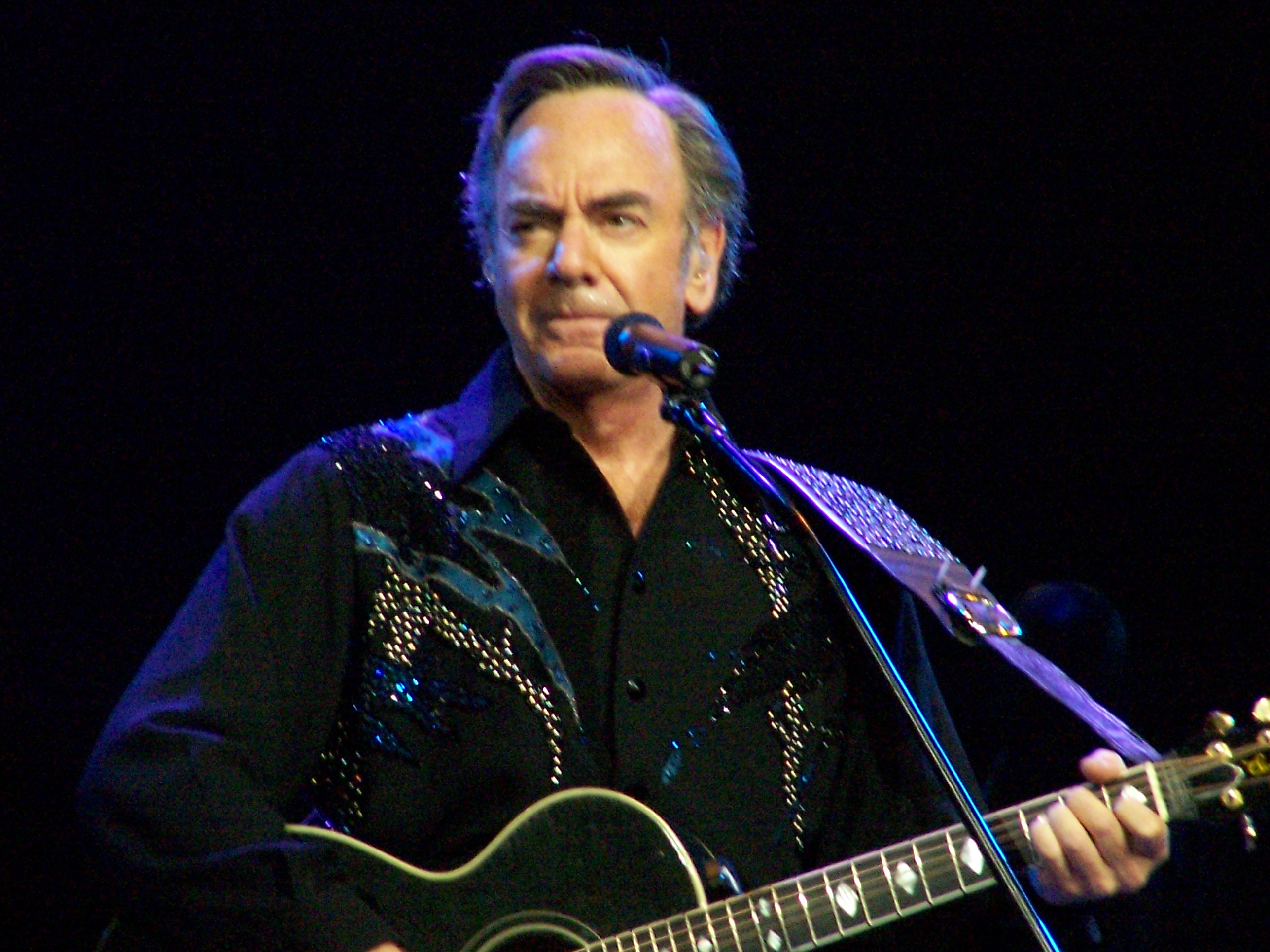
Neil Diamond, 2007

Neil Leslie Diamond (* 24. Januar 1941 in New York City) ist ein US-amerikanischer Sänger und Songwriter. Er hatte vor allem in den späten 1960er und in den 1970er Jahren Top-Ten-Hits wie Sweet Caroline, I Am… I Said, Song Sung Blue, Desireé, Beautiful Noise und Cracklin’ Rosie. Mit über 125 Millionen verkauften Schallplatten (bis Mai 2009) ist Neil Diamond einer der erfolgreichsten Musiker weltweit. Diamond schrieb auch Hits wie I’m a Believer für die Monkees und Sunflower für Glen Campbell sowie (den erst durch UB40 bekannt gewordenen Titel) Red Red Wine. Er wurde mit zahlreichen Silbernen, Goldenen und Platin-Schallplatten ausgezeichnet. Für den Soundtrack Jonathan Livingston Seagull erhielt er 1973 einen Grammy Award.

## Leben
Neil Diamond wuchs im New Yorker Stadtteil Brooklyn in einer polnisch-russischen Einwandererfamilie jüdischen Glaubens auf. Nach dem Besuch der Schule musste er meist im Laden seines Vaters aushelfen. Zu seinem 16. Geburtstag bekam er eine Gitarre geschenkt, die er zu spielen lernte. Er ging mit Barbra Streisand auf die Erasmus Hall High School in Flatbush und sang mit ihr im Erstsemester-Chor (englisch Freshman-Chorus) der High School.
Er arbeitete im Brill Building, Manhattan NYC, als songsmith wie damals auch Carole Bayer Sager/Carole King u.v.A. In 1993 erschien Up on the Roof: Songs from the Brill Building, ein Videoalbum mit 16 Covers.
Diamond war ab 1963 mit Jaye Posner verheiratet, aus der Ehe gingen zwei Töchter hervor. Die Trennung erfolgte 1967, und die Ehe wurde 1969 geschieden. Aus seiner zweiten Ehe mit Marcia Murphey hat er zwei Söhne, die 1970 und 1978 geboren wurden. Neil Diamond und Murphey trennten sich 1994 und ließen sich 1995 nach 26 Jahren scheiden. Im April 2012 heiratete der 71-Jährige in Los Angeles seine 42-jährige Managerin, die Produzentin Katie McNeil.

## Musikalische Karriere
In den frühen 1960er Jahren arbeitete Diamond zunächst als Songwriter mit eher bescheidenem Erfolg (beispielsweise mit Sunday and Me, das er für Jay and the Americans schrieb und das auf Platz 18 landete). Mit dem Titel I’m a Believer, den er den Monkees zur Verfügung stellte, hatte er seinen ersten Welterfolg. Dann folgten die bekannten eigenen Hits, die auch im Repertoire zahlreicher anderer Popgrößen wie Roy Orbison, Elvis Presley, Frank Sinatra, Shirley Bassey, Harry Belafonte, Engelbert Humperdinck, Julio Iglesias, Tom Jones, Daliah Lavi, Tina Turner oder Johnny Cash zu finden waren bzw. sind.

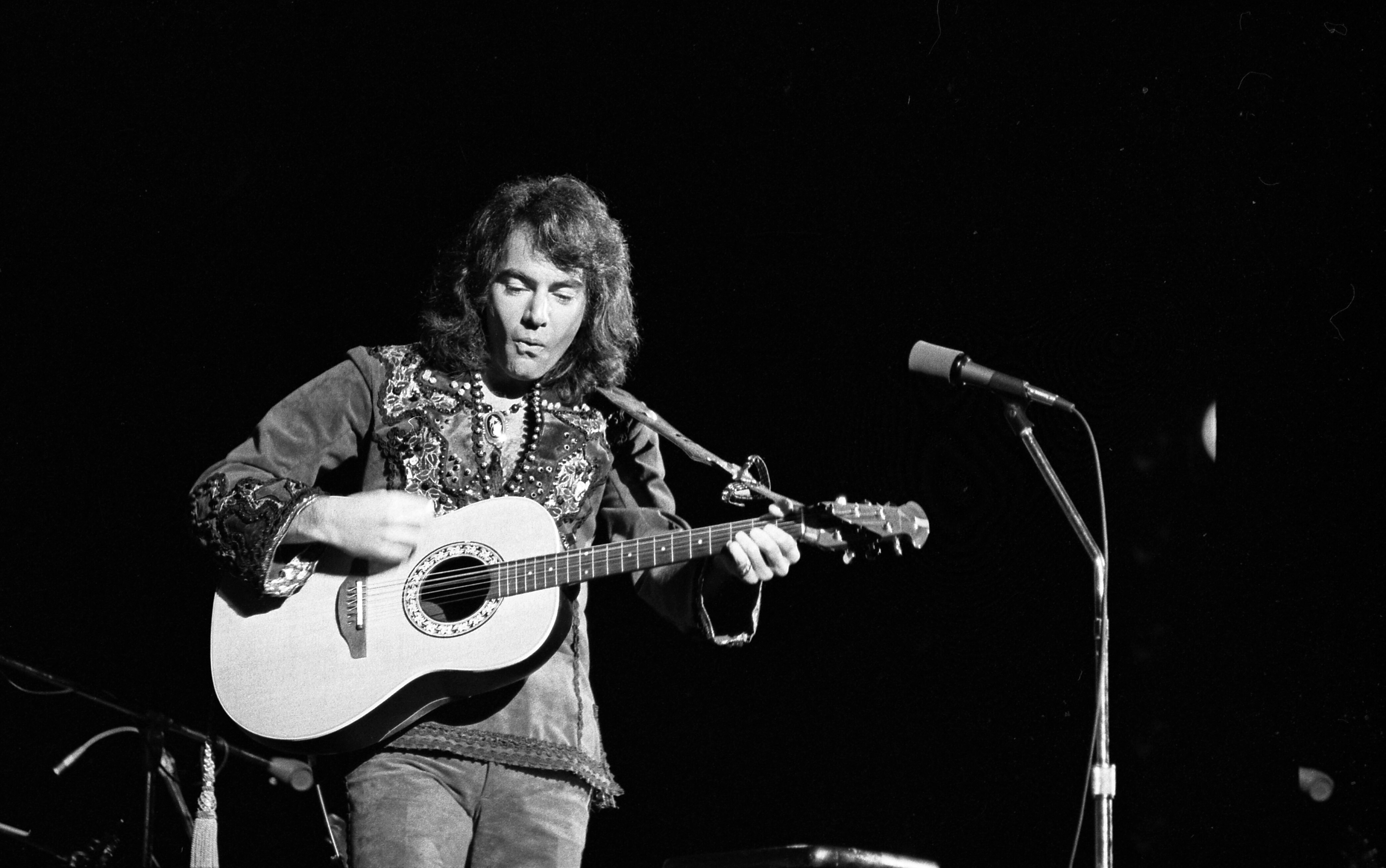
Neil Diamond, 1972

Sein erster komponierter und selbst gesungener Titel in den US-Musikcharts Billboard Hot 100 von 1966 Solitary Man landete auf Platz 55 und blieb neun Wochen, die spätere Singleversion des Titels blieb 1970 24 Wochen (Platz 21) in diesen Charts. Mit der nächsten, im Herbst 1966 erschienenen Single Cherry Cherry gelang ihm sein erster Top-Ten-Hit über zwölf Wochen und Bestplatzierung auf 6. Der erste Nummer-1-Hit war 1970 Cracklin’ Rosie, I Am… I Said erreichte 1971 die Top 5 in England und den USA, und Song Sung Blue erreichte 1972 wieder die Spitze der US-Charts. Im gleichen Jahr erhielt er durch Abstimmung der Leserschaft der deutschsprachigen Jugendzeitschrift Bravo den Bronzenen Bravo Otto als Sänger.
Als erfolgreichster Song, der von ihm gesungen, aber nicht von ihm geschrieben wurde, gilt He Ain’t Heavy … He’s My Brother, ein Platz-20-Hit aus dem Jahr 1970, den zuvor die Hollies aufgenommen hatten.
1976 nahm Diamond das Album Beautiful Noise auf, das von Robbie Robertson produziert wurde. Das Album erreichte auch im deutschsprachigen Raum die Spitze der Albumcharts (1976 Österreich, 1977 Deutschland).

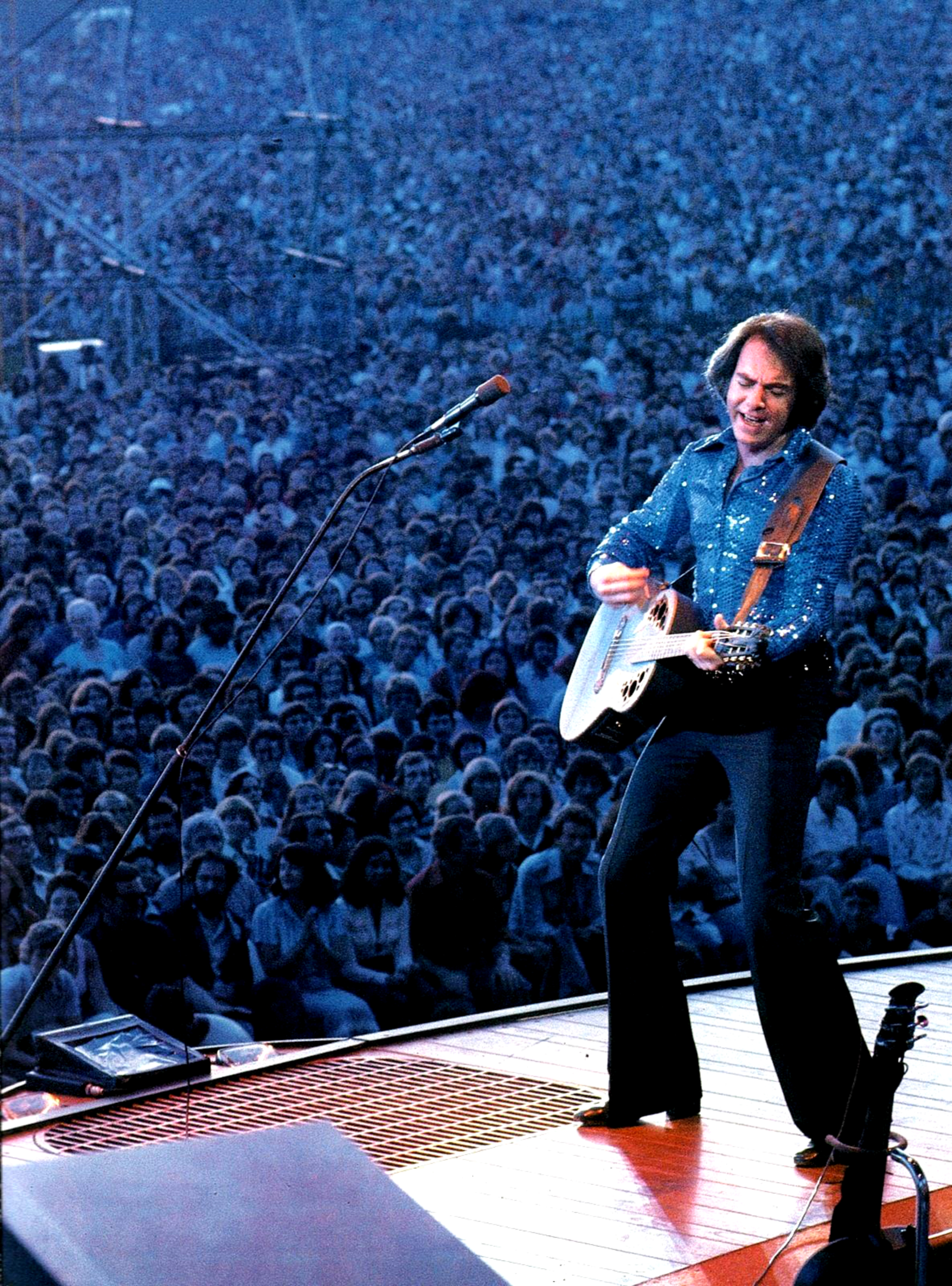
Neil Diamond in England, 1977

1977 veröffentlichte er den Song You Don’t Bring Me Flowers auf dem Album I’m Glad You’re Here With Me Tonight. Der Song wurde von Barbra Streisand auf ihrem Album Songbird gecovert. Ein Radio-DJ mixte beide Versionen zusammen und sorgte damit für Aufsehen. Diamond und Streisand nahmen das Lied schließlich gemeinsam neu auf. Diese Aufnahme wurde ein weiterer Nr.-1-Hit.

### Filmen
1973 nahm Diamond für die Romanverfilmung von Richard Bachs Die Möwe Jonathan (englisch Jonathan Livingston Seagull) den gleichnamigen Soundtrack auf. Auch Komponist Lee Holdridge schrieb Filmmusik dazu. 1982 inspirierte ihn der Film E.T. zu seinem Hit Heartlight.
1980 wurde der Film The Jazz Singer veröffentlicht, in dem Neil Diamond neben Laurence Olivier die Hauptrolle spielte und zusätzlich die Filmmusik lieferte. Mit dem Song America, der Platz 8 der Billboard Single-Charts erreichte und der Ballade Love on the Rocks (Platz 2) wurde der Soundtrack enorm erfolgreich und erreichte Platz 1 der Billboard Charts; der Film hingegen floppte. Danach zog sich Diamond als Schauspieler aus der Filmwelt weitgehend zurück, erst gut 20 Jahre später hatte er in Zickenterror – Der Teufel ist eine Frau (Saving Silverman) einen Gastauftritt.
1996 nahm er mit Tennessee Moon ein Country-Album auf, das ihm eine Notierung auf Platz 14 bescherte. Im Jahr 2000 erhielt Neil Diamond in New York den Lifetime Achievement Award von der Songwriters Hall of Fame. Im November 2005 erschien sein Album 12 Songs (Platz Nr. 4 der Billboard Charts). Produziert wurde es von Rick Rubin, der auch die letzten vier Studioalben von Johnny Cash produziert hatte. Am 9. Mai 2008 erschien – erneut in Zusammenarbeit mit Rubin – sein 29. Studioalbum mit dem Titel Home Before Dark, auf dem unter anderem ein Duett mit Natalie Maines, der Leadsängerin der Dixie Chicks, zu hören ist. Das Album war Diamonds erstes Nummer-eins-Album in den Billboard Charts. Im Sommer 2008 war Neil Diamond wieder zu einer Konzert-Tournee in Europa; er trat dabei unter anderem in Hamburg, Köln und München sowie erstmals beim Glastonbury Festival auf.

Auf seinem Album von 2009 A Cherry Cherry Christmas coverte Diamond den bekannten Musiktitel The Chanukah Song des Comedian Adam Sandler. Das Musikvideo dazu wurde von DJ Ashba, Gitarrist bei Guns N’ Roses, produziert. Neil Diamond lieferte hier ein Musikwerk rechtzeitig zum achttägigen jüdischen Fest Chanukka, dem Vorabend des 12. Dezember 2009, ab.

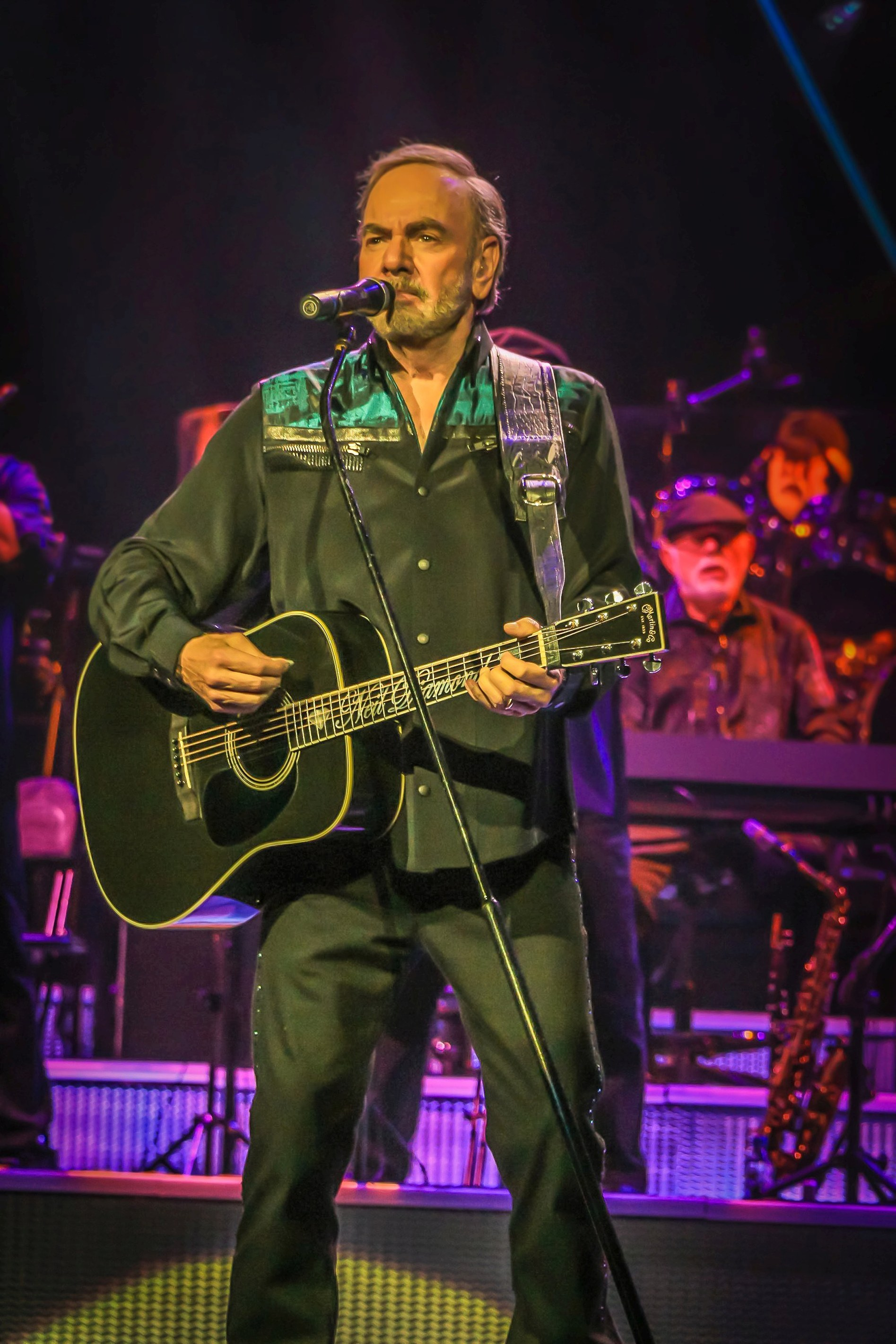
Neil Diamond, 2015

Am 14. März 2011 wurde Diamond in die Rock and Roll Hall of Fame aufgenommen, eingeführt wurde er dabei von Paul Simon. Am 10. August 2012 erhielt Diamond einen Stern der Kategorie Musikaufnahmen auf dem Hollywood Walk of Fame bei der Adresse 1750 North Vine Street, gegenüber dem Capitol Tower. Der Rolling Stone listete Diamond 2015 auf Rang 47 der 100 größten Songwriter aller Zeiten. Danach entwickelte Neil Diamond eine Liebe zur Country-Musik („Melody Road“).

### Finale
Im Januar 2018 gab Diamond bekannt, an Parkinson zu leiden. Daher werde er nicht nur seine laufende Australien- und Neuseeland-Tournee abbrechen, sondern generell keine Konzerte mehr geben. Er wolle aber weiterhin Musik im Studio aufnehmen. Im Juli 2018 trat er in der Kommandozentrale der Feuerwehreinsatzkräfte auf, die einen Busch- und Waldbrand in Colorado bekämpften. Diamond selbst lebt seit gut 20 Jahren in Basalt, Colorado.
Am 4. Dezember 2022 feierte das auf der Biographie von Neil Diamond basierende Jukebox-Musical A Beautiful Noise: The Neil Diamond Musical Premiere am Broadhurst Theater in New York.

## Diskografie
Studioalben

| Jahr | Titel Musiklabel Katalog-Nr.                                 | Höchstplatzierung, Gesamtwochen/‑monate, AuszeichnungChartplatzierungen (Jahr, Titel, Musiklabel Katalog-Nr., Platzierungen, Wochen/Monate, Auszeichnungen, Anmerkungen) | Höchstplatzierung, Gesamtwochen/‑monate, AuszeichnungChartplatzierungen (Jahr, Titel, Musiklabel Katalog-Nr., Platzierungen, Wochen/Monate, Auszeichnungen, Anmerkungen) | Höchstplatzierung, Gesamtwochen/‑monate, AuszeichnungChartplatzierungen (Jahr, Titel, Musiklabel Katalog-Nr., Platzierungen, Wochen/Monate, Auszeichnungen, Anmerkungen) | Höchstplatzierung, Gesamtwochen/‑monate, AuszeichnungChartplatzierungen (Jahr, Titel, Musiklabel Katalog-Nr., Platzierungen, Wochen/Monate, Auszeichnungen, Anmerkungen) | Höchstplatzierung, Gesamtwochen/‑monate, AuszeichnungChartplatzierungen (Jahr, Titel, Musiklabel Katalog-Nr., Platzierungen, Wochen/Monate, Auszeichnungen, Anmerkungen) | Anmerkungen |
| Jahr | Titel Musiklabel Katalog-Nr.                                 | DE | AT | CH | UK | US | Anmerkungen |
| ---- | ------------------------------------------------------------ | --- | --- | --- | --- | --- | --- |
| 1966 | The Feel of Neil Diamond Bang 214                            | — | — | — | — | US137 (4 Wo.)US | Erstveröffentlichung: 31. Oktober 1966 Produzenten: Ellie Greenwich, Jeff Barry                                                                                           |
| 1967 | Just for You Bang 217                                        | — | — | — | — | US80 (19 Wo.)US | Erstveröffentlichung: 15. September 1967 Produzenten: Ellie Greenwich, Jeff Barry                                                                                         |
| 1968 | Velvet Gloves and Spit UNI 124                               | — | — | — | — | — | Erstveröffentlichung: 15. Oktober 1968 |
| 1969 | Brother Love’s Travelling Salvation Show UNI 73047           | — | — | — | — | US82 Gold · (25 Wo.)US | Erstveröffentlichung: April 1969 Produzenten: Chips Moman, Neil Diamond, Tommy Cogbill, Tom Catalano                                                                      |
| 1969 | Touching You, Touching Me UNI 73071                          | — | — | — | — | US30 Gold · (47 Wo.)US | Erstveröffentlichung: 12. Dezember 1969 Produzenten: Tommy Cogbill, Tom Catalano                                                                                          |
| 1970 | Tap Root Manuscript UNI 73092                                | — | — | — | UK18 (14 Wo.)UK | US13 Platin · (45 Wo.)US | Erstveröffentlichung: 6. November 1970 Charteintritt in UK erst im März 1971 Produzenten: Neil Diamond, Tom Catalano                                                      |
| 1971 | Stones UNI 93106                                             | DE28 (4 Mt.)DE | — | — | UK17 (21 Wo.)UK | US11 Gold · (25 Wo.)US | Erstveröffentlichung: 5. November 1971 Produzent: Tom Catalano |
| 1972 | Moods UNI 93136                                              | DE9 (9 Mt.)DE | — | — | UK7 (19 Wo.)UK | US5 Platin · (41 Wo.)US | Erstveröffentlichung: 14. Juli 1972 Produzenten: Neil Diamond, Tom Catalano                                                                                               |
| 1974 | Serenade Columbia 32919                                      | DE1 ×2Doppelgold · (13 Mt.)DE | AT7 (6 Mt.)AT | — | UK11 Gold · (14 Wo.)UK | US3 Platin · (27 Wo.)US | Erstveröffentlichung: 26. Oktober 1974 Produzent: Tom Catalano |
| 1976 | Beautiful Noise Columbia 33965                               | DE1 Gold · (11 Mt.)DE | AT1 (9 Mt.)AT | — | UK10 Gold · (26 Wo.)UK | US4 Platin · (33 Wo.)US | Erstveröffentlichung: Juni 1976 Produzent: Robbie Robertson |
| 1977 | I’m Glad You’re Here with Me Tonight Columbia 34990          | DE13 (7 Mt.)DE | AT8 (7 Mt.)AT | — | UK16 Gold · (11 Wo.)UK | US6 ×2Doppelplatin · (24 Wo.)US | Erstveröffentlichung: 28. November 1977 Charteintritt in den USA erst 1978 Produzent: Bob Gaudio                                                                          |
| 1978 | You Don’t Bring Me Flowers Columbia 35625                    | DE38 (6 Wo.)DE | — | — | UK15 Gold · (23 Wo.)UK | US4 ×2Doppelplatin · (29 Wo.)US | Erstveröffentlichung: 12. Dezember 1978 Produzent: Bob Gaudio |
| 1979 | September Morn’ Columbia 36121                               | DE28 (11 Wo.)DE | AT13 (2 Mt.)AT | — | UK14 Gold · (11 Wo.)UK | US10 Platin · (20 Wo.)US | Erstveröffentlichung: 14. Dezember 1979 Produzent: Bob Gaudio |
| 1981 | On the Way to the Sky Columbia 37628                         | DE56 (3 Wo.)DE | — | — | UK39 Silber · (13 Wo.)UK | US17 Platin · (27 Wo.)US | Erstveröffentlichung: 26. November 1981 Charteintritt in den USA erst 1982 Produzent: Neil Diamond                                                                        |
| 1982 | Heartlight Columbia 38359                                    | — | — | — | UK43 Silber · (10 Wo.)UK | US9 Platin · (34 Wo.)US | Erstveröffentlichung: 25. Februar 1982 Produzenten: Alan Lindgren, Burt Bacharach, Carole Bayer Sager, David Foster, Michael Masser, Neil Diamond, Richard Bennett        |
| 1984 | Primitive Columbia 39199                                     | DE21 (8 Wo.)DE | — | CH20 (7 Wo.)CH | UK7 Silber · (10 Wo.)UK | US35 Gold · (25 Wo.)US | Erstveröffentlichung: August 1984 Produzenten: Denny Diante, Neil Diamond, Richard Bennett, Richard Perry                                                                 |
| 1986 | Headed for the Future Columbia 40368                         | DE65 (1 Wo.)DE | — | — | UK36 (8 Wo.)UK | US20 Gold · (22 Wo.)US | Erstveröffentlichung: 11. März 1986 Produzenten: Alan Lindgren, Neil Diamond, Tom Hensley, David Foster, Burt Bacharach, Carole Bayer Sager, Maurice White, Stevie Wonder |
| 1988 | The Best Years of Our Lives Columbia 45025                   | — | — | — | UK42 (6 Wo.)UK | US46 Gold · (16 Wo.)US | Erstveröffentlichung: 13. Dezember 1988 Produzent: David Foster |
| 1991 | Lovescape Columbia 48610                                     | — | — | — | UK36 Gold · (13 Wo.)UK | US44 Gold · (32 Wo.)US | Erstveröffentlichung: 27. August 1991 Produzenten: Neil Diamond, Albert Hammond, Don Was, Humberto Gatica, Peter Asher, Val Garay                                         |
| 1993 | Up on the Roof: Songs from the Brill Building Columbia 57529 | — | — | — | UK28 Silber · (10 Wo.)UK | US28 Gold · (15 Wo.)US | Erstveröffentlichung: 24. September 1993 Produzent: Peter Asher |
| 1996 | Tennessee Moon Columbia 67382                                | — | — | — | UK12 Silber · (14 Wo.)UK | US14 Gold · (18 Wo.)US | Erstveröffentlichung: 2. Februar 1996 Produzenten: Bob Gaudio, Don Cook, James Stroud, Richard Landis, Paul Worley                                                        |
| 1998 | The Movie Album: As Time Goes By Columbia 69540              | DE72 (1 Wo.)DE | — | — | UK68 (3 Wo.)UK | US31 Gold · (13 Wo.)US | Erstveröffentlichung: 26. Oktober 1998 mit Elmer Bernstein; Doppelalbum Produzent: Bob Gaudio                                                                             |
| 2001 | Three Chord Opera Columbia 85500                             | — | — | — | UK49 (2 Wo.)UK | US15 Gold · (14 Wo.)US | Erstveröffentlichung: 24. Juli 2001 Produzenten: Alan Lindgren, Peter Asher                                                                                               |
| 2005 | 12 Songs Columbia 88697 03958 2                              | DE20 (7 Wo.)DE | AT11 (6 Wo.)AT | CH43 (7 Wo.)CH | UK5 Gold · (14 Wo.)UK | US4 Gold · (16 Wo.)US | Erstveröffentlichung: November 2005 Charteintritt in Europa erst 2006 Produzent: Rick Rubin                                                                               |
| 2008 | Home Before Dark Columbia 88697 28078 2                      | DE14 (15 Wo.)DE | AT11 (7 Wo.)AT | CH16 (7 Wo.)CH | UK1 Platin · (15 Wo.)UK | US1 Gold · (18 Wo.)US | Erstveröffentlichung: 6. Mai 2008 Produzent: Rick Rubin |
| 2010 | Dreams Columbia 88697 79839 2                                | DE51 (2 Wo.)DE | AT31 (2 Wo.)AT | CH53 (2 Wo.)CH | UK8 Gold · (8 Wo.)UK | US8 (8 Wo.)US | Erstveröffentlichung: 2. November 2010 Produzent: Neil Diamond |
| 2014 | Melody Road Capitol B002214902                               | DE24 (3 Wo.)DE | AT25 (1 Wo.)AT | CH40 (2 Wo.)CH | UK4 Gold · (16 Wo.)UK | US3 (10 Wo.)US | Erstveröffentlichung: 17. Oktober 2014 Produzenten: Jacknife Lee, Don Was                                                                                                 |
| 2020 | Classic Diamonds Capitol                                     | DE37 (4 Wo.)DE | AT26 (1 Wo.)AT | CH61 (2 Wo.)CH | UK2 Gold · (12 Wo.)UK | US173 (1 Wo.)US | Erstveröffentlichung: 20. November 2020 mit dem London Symphony Orchestra                                                                                                 |

grau schraffiert: keine Chartdaten aus diesem Jahr verfügbar
Neil-Diamond-Lieder in Filmen
- Eine Frau steht ihren Mann (Switching Channels) 1988, mit Kathleen Turner, Burt Reynolds und Christopher Reeve
- Pulp Fiction (1994) mit John Travolta und Bruce Willis (Lied: Girl, You’ll Be a Woman Soon)
- Ein amerikanischer Quilt (1995) mit Winona Ryder (Lied: Cherry, Cherry)
- Beautiful Girls (1996) mit Matt Dillon (Lied: Sweet Caroline)
- Donnie Brasco (1997) mit Al Pacino und Johnny Depp (Lied: Love on the Rocks)
- Austin Powers – Spion in geheimer Missionarsstellung (1999) mit Mike Myers (Lied: I’m a Believer)
- Bringing Out the Dead – Nächte der Erinnerung (1999) mit Nicolas Cage, Regie Martin Scorsese (Lied: Red, Red Wine)
- Holy Smoke (1999) mit Kate Winslet und Harvey Keitel (Lied: Holly Holy)
- Die Monkees-Story (2000) (I’m a Believer in der Version der Monkees)
- Shrek (2001) (Lied: I’m a Believer)
- Zickenterror – Der Teufel ist eine Frau (Saving Silverman) (2001) mit Gastauftritt Neil Diamond (Lied: I Believe in Happy Endings)
- Wonderland (2003) mit Val Kilmer (Lied: Love on the Rocks)
- Anchorman – Die Legende von Ron Burgundy (2004) mit Will Ferrell (Lied: Cherry, Cherry)
- Ein Mann für eine Saison (Fever Pitch) (2005) mit Drew Barrymore und Jimmy Fallon (Lied: Sweet Caroline)
- Das Schwergewicht (2012) mit Kevin James und Salma Hayek (Lied: Holly Holy)
- Once Upon a Time in Hollywood (2019) mit Leonardo DiCaprio und Brad Pitt (Lieder: Brother Love’s Travelling Salvation Show und Kentucky Woman[18])
- The Midnight Sky (2020) von/mit George Clooney (Lied: Sweet Caroline)

## Trivia
1997 wurde in den USA sein Lied Sweet Caroline erstmals zu Beginn eines Football-Spiels gespielt. In der Folgezeit entwickelte sich das Abspielen von Sweet Caroline zu Beginn US-amerikanischer Footballspiele zu einer Tradition mehrerer Football-Teams. Es wurde eine Stadion-Hymne, zu der vor Beginn der Spiele das Publikum mitsingt. Mittlerweile geschieht dies auch bei europäischen Fußballmannschaften.